# Bataille de l'atoll de Wake
Seconde Guerre mondiale - Guerre du Pacifique
Batailles
Batailles et opérations de la guerre du Pacifique

Japon :
- Raid de Doolittle
- Bombardements stratégiques sur le Japon (Tokyo
- Yokosuka
- Kure
- Hiroshima et Nagasaki)
- Raids aériens japonais des îles Mariannes
- Campagne des archipels Ogasawara et Ryūkyū
- Opération Famine
- Bombardements navals alliés sur le Japon
- Baie de Sagami
- Invasion de Sakhaline
- Invasion des îles Kouriles
- Opération Downfall
- Reddition du Japon

Pacifique central :
- Pearl Harbor
- Guam (1941)
- Wake
- Raid sur les îles Gilbert et Marshall
- Opération K
- Midway
- Opération RY
- Campagne des îles Gilbert et Marshall
- Campagne des îles Mariannes et Palaos
- Campagne des archipels Ogasawara et Ryūkyū
- Opération Inmate

Pacifique du sud-ouest :
- Nauru
- Invasion des Philippines (1941-42)
- Invasion des Indes orientales néerlandaises
- Opérations de l'Axe dans les eaux australiennes
- Raids aériens japonais sur l'Australie (1942-43)
- Opération Ke
- Campagne des îles Salomon
- Campagne de Nouvelle-Guinée
- Campagne des Philippines
- Campagne de Bornéo (1945)

Asie du sud-est :
- Invasion de l'Indochine (1940)
- Océan Indien (1940-45)
- Guerre franco-thaïlandaise
- Invasion de la Thaïlande
- Campagne de Malaisie
- Hong Kong
- Singapour
- Campagne de Birmanie
- Opération Kita
- Indochine (1945)
- Détroit de Malacca
- Opération Jurist
- Opération Tiderace
- Opération Zipper
- Bombardements stratégiques (1944-45)

Guerre sino-japonaise
Front d'Europe de l’Ouest
Front d'Europe de l’Est
Bataille de l'Atlantique
Campagnes d'Afrique, du Moyen-Orient et de Méditerranée
Théâtre américain
La bataille de l'atoll de Wake (plus connue sous le nom de Wake Island en anglais) commence le 8 décembre 1941, soit le lendemain de l'attaque de Pearl Harbor, par laquelle commence la Guerre du Pacifique. Elle se termine le 23 décembre 1941 lorsque les forces américaines présentes sur l'île se rendent à l'Armée impériale japonaise.
L'île est occupée par les Japonais jusqu'au 4 septembre 1945, lorsque la garnison japonaise se rend à un détachement de US Marines, deux jours après la capitulation du Japon.

## Contexte historique
En janvier 1941, la United States Navy construit une base militaire sur l'atoll de Wake. Une garnison de 450 hommes, provenant du premier bataillon de la défense marine est affectée, accompagnée de plus de 1 200 travailleurs civils. On y trouve six canons de 127 mm provenant du cuirassé USS Texas, 12 canons anti-aériens M3 de 76 mm, 18 canons lourds M2 et également 30 autres canons légers. Cette garnison est commandée par le commandant James Devereux.
Considérée comme une menace par l'empire du Japon pour sa politique d'expansionnisme en Asie du Sud-Est et en Océanie, l'île est attaquée peu de temps après l'attaque de Pearl Harbor et la déclaration de guerre des États-Unis contre le Japon.

## Déroulement de la bataille
Le lendemain de l'attaque de Pearl Harbor, le 8 décembre 1941, 16 bombardiers japonais attaquent l'île détruisant huit des douze Grumman F4F Wildcat présents sur l'aéroport mais laissant intactes les installations défensives.
Au matin du 11 décembre, la garnison aidée des quatre Wildcats restants repousse le premier débarquement japonais de la Force des mers du Sud de la marine impériale japonaise composée de :
- 3 croiseurs légers (Yubari, Tenryu, Tatsuta);
- 6 contre-torpilleurs : Yayoi, Mutsuki, Kisaragi, Hayate, Oite, Asanagi;
- 2 patrouilleurs (bateaux de patrouille No. 32 et No. 33);
- 2 transporteurs de troupes contenant 450 marins japonais.

L'artillerie terrestre fait feu sur les forces d'invasion coulant le Hayate (qui sera le premier bateau japonais coulé de la Seconde Guerre mondiale) et endommage de nombreux navires. Les Wildcats, quant à eux, coulent le Kisaragi.
Le siège continue et l'aviation japonaise continue de bombarder l'île. La marine japonaise détache deux porte-avions ayant participé à l'attaque sur Pearl Harbor (Soryu et Hiryu). Le 23 décembre, les Japonais lancent la deuxième attaque avec les navires présents lors de la première attaque et 1 500 hommes supplémentaires.
Les deux patrouilleurs accostent à 2 h 35 puis, après toute une nuit et toute une matinée de combats, les Américains se rendent finalement. Les Américains enregistrent une perte de 119 hommes alors que les Japonais perdent 900 hommes, deux contre-torpilleurs et 20 avions. Tous les Américains sont capturés.

## Conséquences
Le capitaine Henry T. Elrod, un pilote ayant participé à la bataille, fut décoré de la médaille d'honneur à titre posthume pour avoir abattu deux chasseurs A6M Zero. Une décoration militaire spéciale, la Wake Island Device, fut créée en l'honneur des défenseurs de Wake.
Le 24 février 1942, l’USS Enterprise de la Task Force 16 attaque les troupes japonaises de Wake. Les États-Unis bombardèrent l'île jusqu'à la reddition des Japonais. Le 5 octobre 1943, les avions de l’USS Yorktown mènent un raid extrêmement efficace et deux jours après, ayant peur d'une invasion imminente, le vice-amiral Shigematsu Sakaibara ordonne l'exécution de 98 prisonniers américains astreints au travail forcé sur l'atoll. Les États-Unis ne tentèrent pas de reprendre l'île.
Le 4 septembre 1945, les Japonais se rendent, deux jours après la signature des Actes de capitulation du Japon.

## Dans la fiction
Sorti en 1942, le film La Sentinelle du Pacifique retrace cette bataille.
Dans le film Pulp Fiction il est fait référence  à la bataille de Wake Island quand Christopher Walken parle à Bruce Willis enfant.
La bataille est dépeinte dans les jeux vidéo Battlefield 1942, Battlefield 1943 et Battlefield V (qui sera reprise et modernisée de façon fictive dans Battlefield 2 et 3).
Dans le jeu Sudden Strike 4 (DLC Pacific war), la première mission de la campagne japonaise permet de revivre l’invasion de l'île.
Dans le jeu War Thunder dans la campagne dynamique nommée bataille de l'atoll de Wake déblocable avec les nations Japon et États-Unis.

## Documents

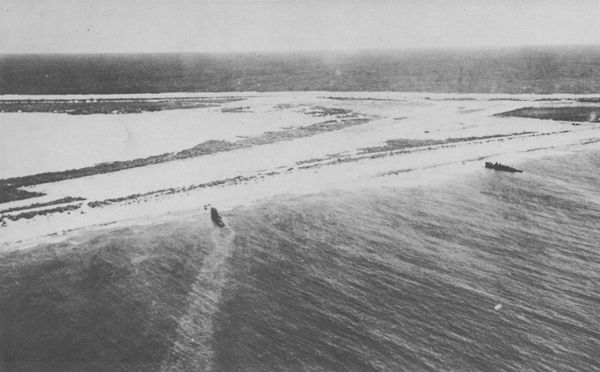
2 patrouilleurs japonais débarquant sur l'île de Wake en décembre 1941.
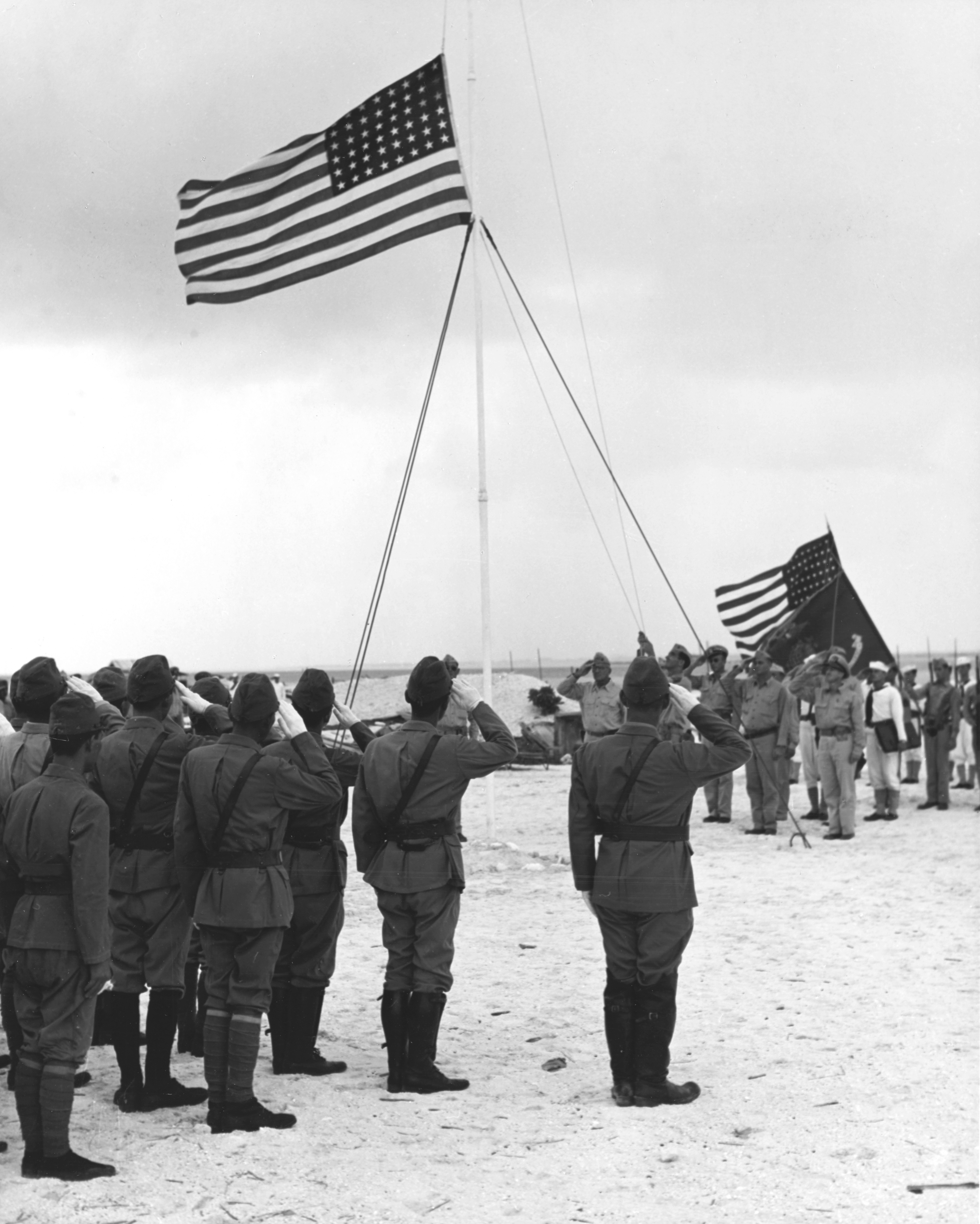
Après 4 ans d'occupation, capitulation inconditionnelle de la garnison japonaise de Wake le 4 septembre 1945.
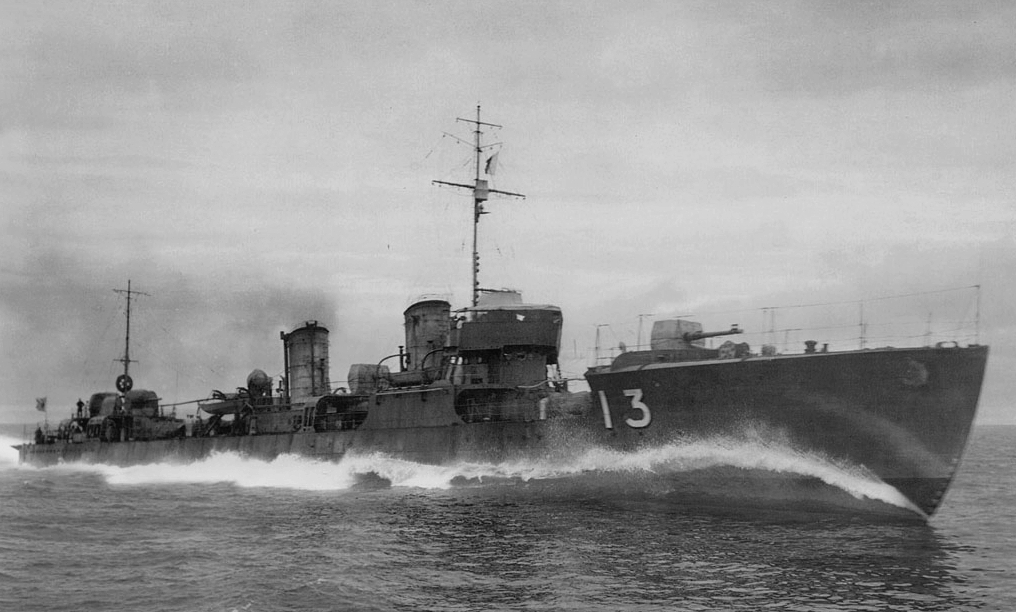
Le contre-torpilleur japonais Hayate, qui sera coulé lors de la bataille.
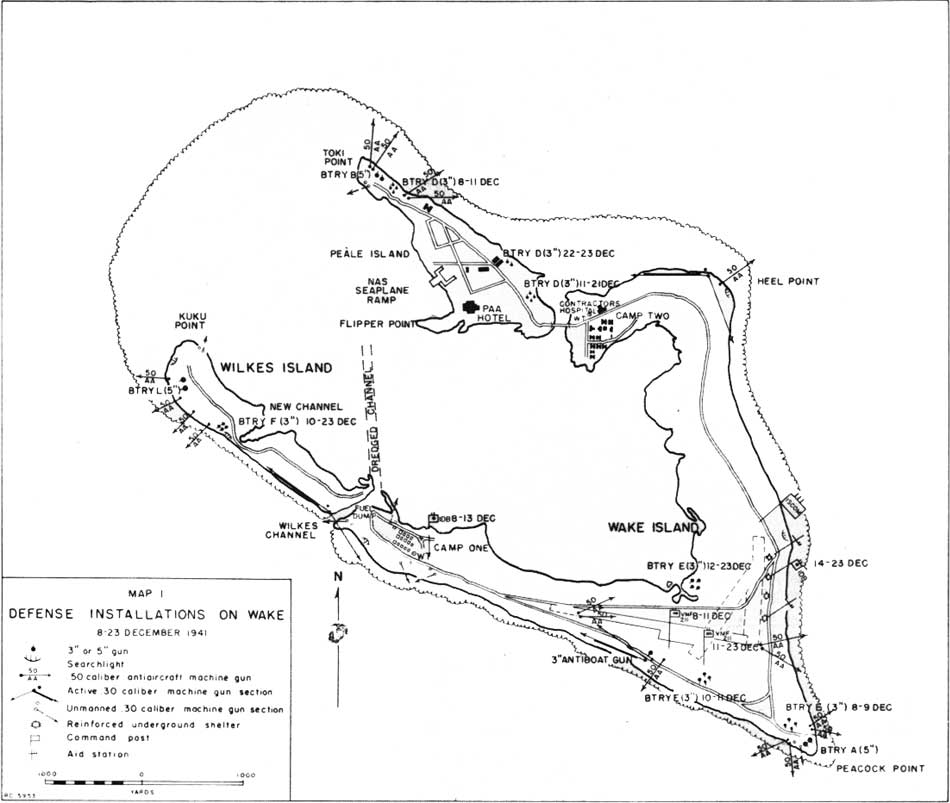
Carte des défenses de Wake en décembre 1941.
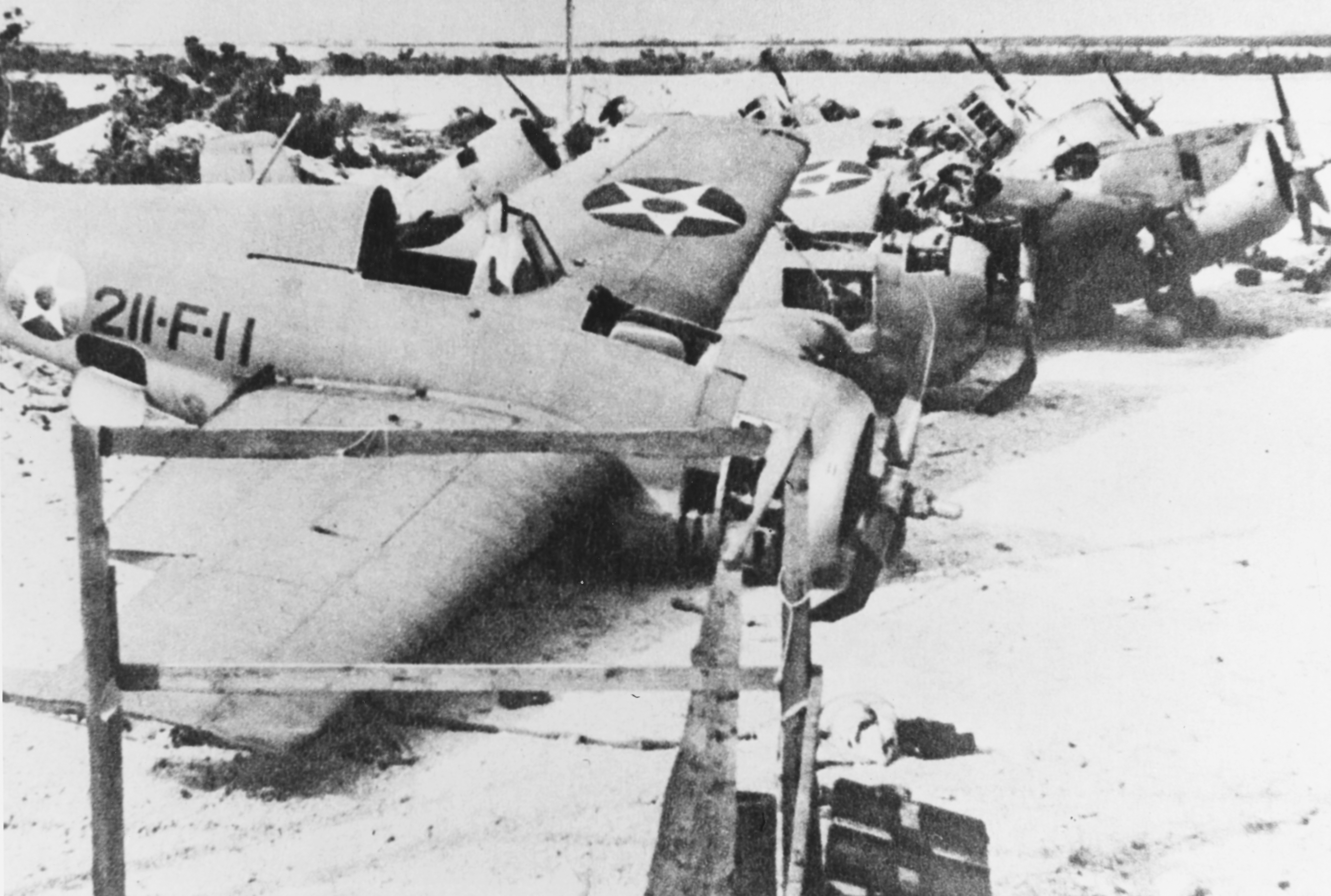
Débris de Wildcats sur l'aérodrome de Wake en 1941.
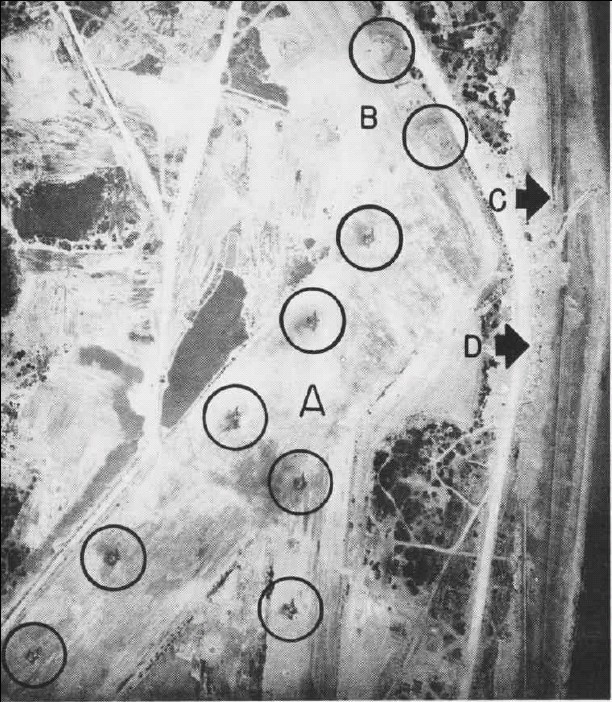
Wake Island attaquée en 1943.
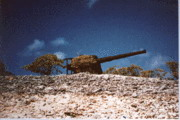
Vestiges d'un canon japonais sur Wake, photographié en 2006.